# Farma Wiatrowa Zagórze

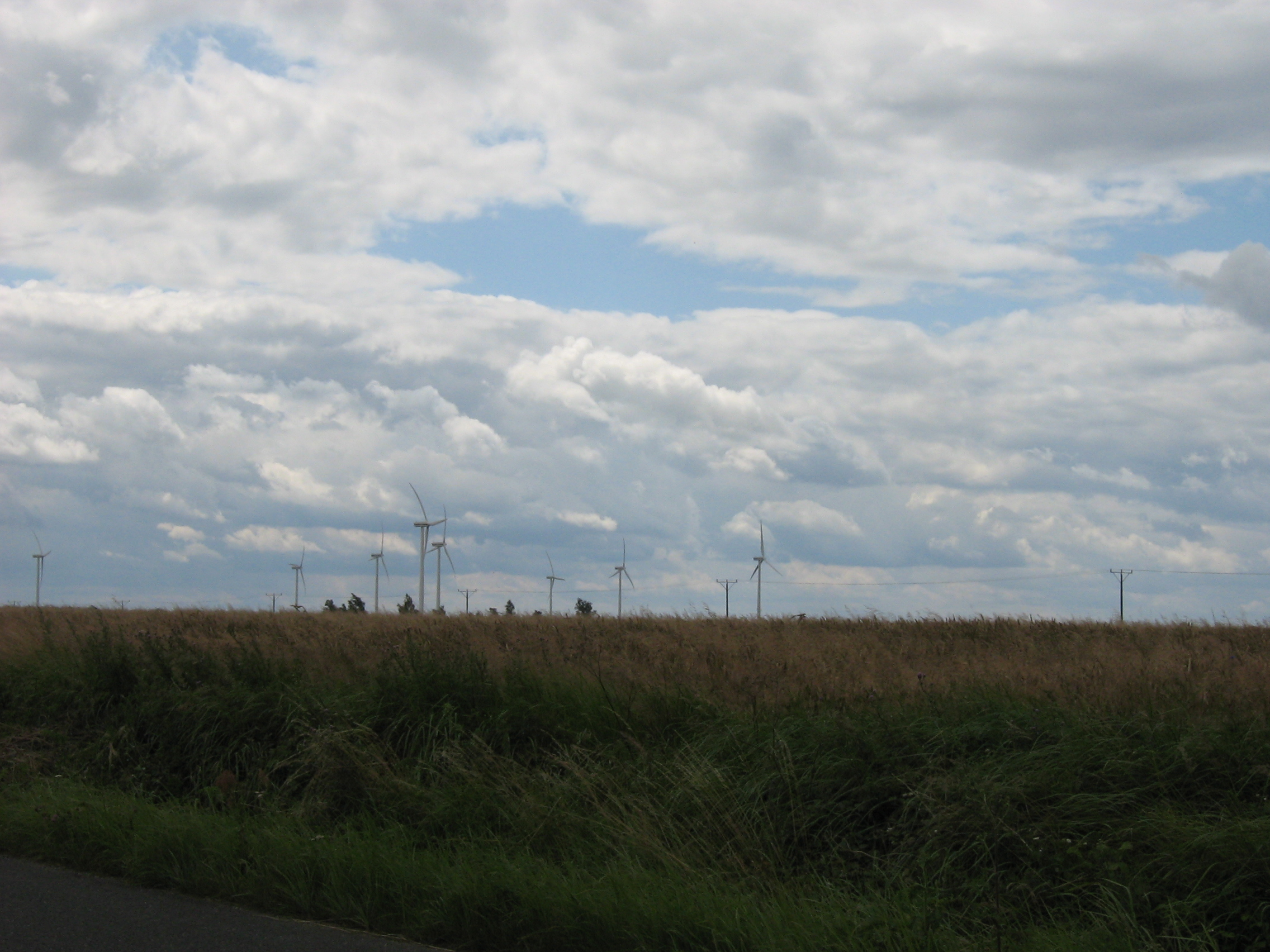
Farma Wiatrowa „Zagórze” (2007)

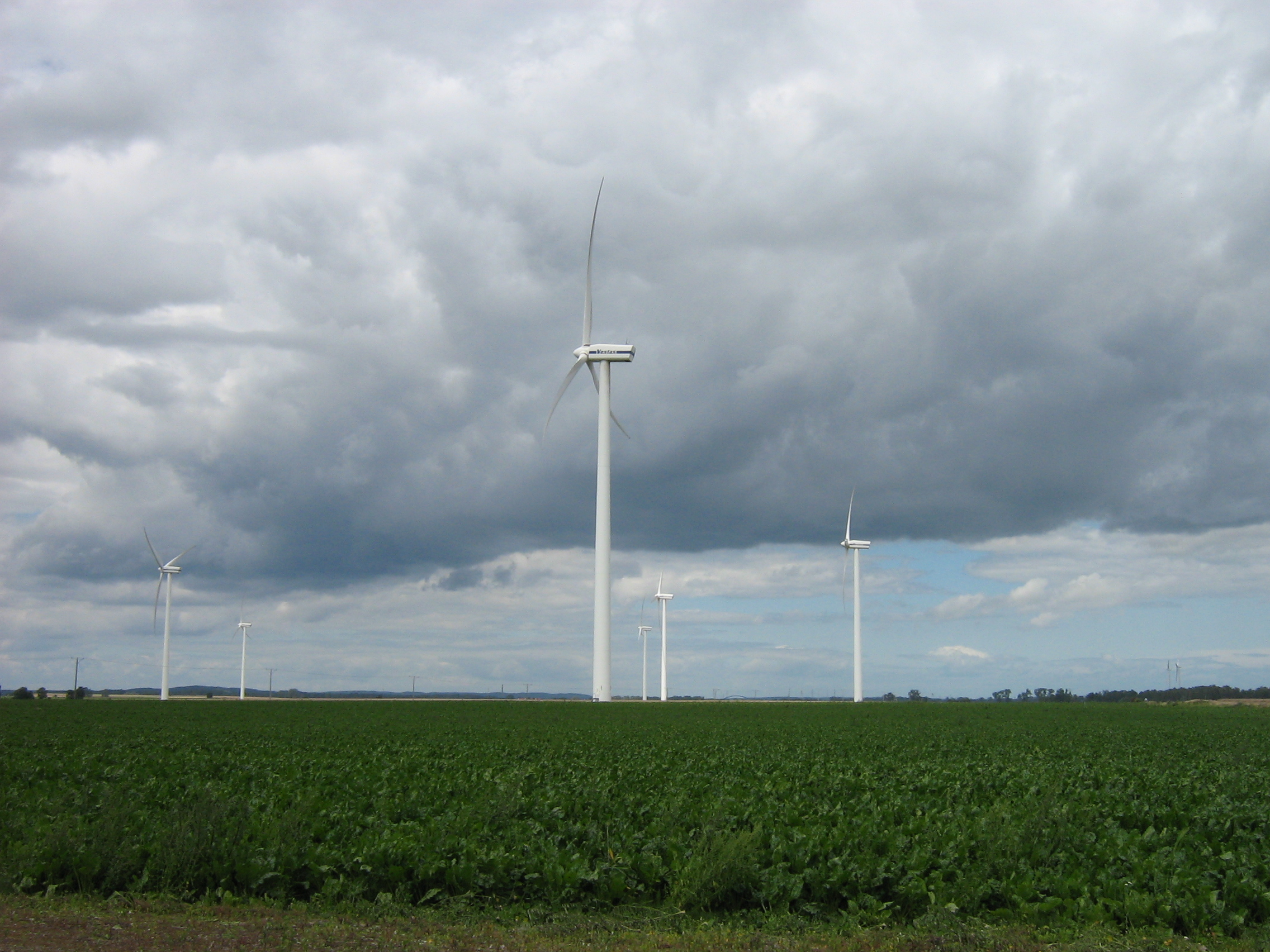
Farma Wiatrowa „Zagórze” (2007)

Farma Wiatrowa „Zagórze” – zespół 15 elektrowni wiatrowych, będący własnością polskiej spółki TAURON Ekoenergia sp. z o.o., należącej do grupy kapitałowej polskiego koncernu energetycznego Tauron Polska Energia SA. Farma Wiatrowa „Zagórze” jest zlokalizowana w okolicach miejscowości Zagórze nad Zalewem Szczecińskim w województwie zachodniopomorskim, w powiecie kamieńskiem, na południowy wschód od wyspy Wolin. Łączna moc zainstalowana farmy wynosi 30 MW. Powierzchnia, zajmowana przez pojedynczą elektrownię, to niecałe 0,04 hektara, lecz farma jako cała zajmuje powierzchnię 225,2 ha (co nie przeszkadza w rolniczym wykorzystywaniu obszaru pomiędzy wiatrakami). Farma została uruchomiona na początku lutego 2003 roku. Turbiny wiatrowe są przeznaczone do eksploatacji bez udziału personelu i są monitorowane zdalnie przez system SCADA.

## Dane techniczne
Farma Wiatrowa „Zagórze” składa się z 15 elektrowni wiatrowych o mocy 2 MW każda. Każda elektrownia jest wyposażona w turbinę wiatrową Vestas V80. Prędkość wiatru, konieczna do uruchomienia turbin, to 4 m/s. Pełna moc jest osiągana przy prędkości wiatru 14 m/s, a przy prędkości 25 m/s następuje automatyczne wyłączenie turbin. W każdej gondoli znajduje się generator elektryczny i transformator. Każda turbina jest połączona podziemnymi liniami kablowymi z odległą o około 5 km stacją transformatorową GPZ Recław. Łączna długość instalacji przyłączeniowej wynosi 119 km. Poza tym w każdej gondoli znajduje się także modem, przyłączający elektrownię do linii telefonicznej.
Główny transformator został dostarczony przez firmę EV Żychlińskie Transformatory Sp. z o.o. Budowa linii kablowych, dostawa urządzeń i rozbudowa stacji elektroenergetycznej, zostały wykonane przez firmę Siemens AG.

### Wiatrak
Producentem wież jest firma Smulders Steel Construction Poland.
- Objętość fundamentu (beton): 450 m³ (plus około 351 m drutu zbrojeniowego)
- Średnica wieży:
- Wysokość wieży: 78 m
- Masa wieży: 170 t
- Masa gondoli: 61 t
- Średnica rotora: 80 m
- Masa rotora: 34 t
- Prędkość obrotowa rotora: 9–19 obr./min
- Długość płatu rotora: 40 m
- Powierzchnia jednego płatu rotora:
- Masa jednego płatu rotora: 6,5 t

## Historia
Pomysł budowy farmy wiatrowej pojawił się w 1999 roku. Przygotowanie do inwestycji trwało trzy lata. W jego ramach przez dwa lata prowadzono pomiary średniej prędkości wiatru w pasie nadmorskim. W tym celu wykorzystano maszt o wysokości 40 m, dostarczony przez firmę Nrg Systems. Pomiary były wykonywane co 2 s, na wysokościach 20, 30 i 40 m. Prędkość średnia była obliczana co 10 min. Kolejnym elementem inwestycji, poprzedzającym samą budowę farmy, było przygotowanie infrastruktury drogowej, umożliwiającej dostarczenie wielkogabarytowych elementów elektrowni.
Farma została wybudowana jako wspólny projekt polsko-duński, przez duński koncern energetyczny Elsam A/S. Projekt był regulowany przez protokół z Kioto; w jego ramach rząd duński wsparł finansowo budowę farmy, a rząd polski przekazał Danii część pozwoleń ze swojej puli uprawnień do emisji CO2.
Roczna produkcja energii elektrycznej przez farmę wiatrową była przewidziana na ponad 70 GWh.
W maju 2002 roku, po wykonaniu prac projektowych, badawczych i administracyjno-prawnych, rozpoczęta została budowa farmy. Zakończono ją 23 grudnia tego samego roku. Łączne koszty realizacji inwestycji wyniosły blisko 33,5 miliona euro. Około 30% z tej kwoty trafiło do firm polskich. W fazie budowy przy przedsięwzięciu zatrudnionych było łącznie około 100 osób. 
Przedsiębiorstwa, które brały udział w budowie:
- Elektroprojekt Sp. z o.o. – projekt budowlany i energetyczny,
- Elsamprojekt Polska Sp. z o.o. – inżynier kontaktu,
- EPA Sp. z o.o. – przygotowanie inwestycji,
- Mak Dom Sp. z o.o. – wykonawca fundamentów i dróg technologicznych,
- Vestas Wind System A/S – wykonawca generalny, dostawa i serwis turbin,
- Kran Ringen – dostawca i operator dźwigów o udźwigu 450 i 120 ton,
- Kran – dostawca i operator dźwigu o udźwigu 80 ton,
- Int. Transport – transport i personel pomocniczy.

31 stycznia 2003 roku spółka Wolin-North Sp. z o.o., będąca właścicielem farmy, otrzymała koncesję na wytwarzanie energii elektrycznej. Na początku lutego zostało wydane także pozwolenie na użytkowanie farmy. W momencie uruchomienia Farma Wiatrowa „Zagórze” była największą farmą wiatrową w Polsce, a zainstalowana w niej moc stanowiła ponad połowę mocy wszystkich elektrowni wiatrowych w kraju. Oficjalne otwarcie farmy nastąpiło 25 maja 2003 roku.
W połowie 2006 roku grupa Vattenfall nabyła część aktywów Elsamu (jedynego udziałowca spółki Wolin-North), w tym wszystkie związane z Farmą Wiatrową „Zagórze”.

## Statystyka Farmy Wiatrowej „Zagórze”
Średnia prędkość wiatru w rejonie zlokalizowania Farmy Wiatrowej „Zagórze”, na wysokości rotora, wynosi 6,9 m/s.
Roczna produkcja energii elektrycznej wynosi 56–72 GWh (ilość ta odpowiada zużyciu energii elektrycznej przez 35 000 gospodarstw domowych).